# Simnia patriciae
Simnia patriciae is een slakkensoort uit de familie van de Ovulidae. De wetenschappelijke naam van de soort is voor het eerst geldig gepubliceerd in 2008 door Nolf.